# Casiano Delvalle
Casiano Delvalle (Lambaré, 1970. augusztus 13. –) paraguayi válogatott labdarúgó.

## Pályafutása

### Válogatottban
A paraguayi válogatottban 3 mérkőzést játszott.

## Statisztika
| Paraguayi válogatott | Paraguayi válogatott | Paraguayi válogatott |
| Időszak              | Mérk.                | gól                  |
| -------------------- | -------------------- | -------------------- |
| 1995                 | 3                    | 0                    |
| Összesen             | 3                    | 0                    |